# حميرة (الهرمل)
حميرة أو حميره هي إحدى القرى اللبنانية من قرى قضاء الهرمل في محافظة بعلبك الهرمل.